# San Nicola da Crissa
San Nicola da Crissa è un comune italiano di 1 191 abitanti della provincia di Vibo Valentia in Calabria.
Ha una superficie di 19,32 km². Si trova a 21 km a est da Vibo Valentia ed è situato a 518 m sulle pendici del monte Cucco, nel versante tirrenico delle Serre.
Appartenente in passato ai baroni di Vallelonga e alla famiglia dei Castiglione-Morelli, oggi è un centro agricolo nel quale si produce frutta, ortaggi, cereali, olive.

## Geografia fisica

### Territorio
Il territorio di San Nicola da Crissa ha un profilo geometrico irregolare, con differenze di altitudine molto accentuate che oscillano tra i 518 metri della sede comunale e i 918 metri di quota. L’abitato, situato in posizione panoramica, è immerso nel verde e conserva un aspetto rurale. 
I comuni immediatamente confinanti sono: Vallelonga, Capistrano, Filogaso e Torre di Ruggiero. 

## Storia
La storia del paese si intreccia con quella di Crissa, leggendaria città fondata dai Greci, probabilmente provenienti da Locri Epizefiri, nel VII secolo a.C. 
Nel Medioevo fu casale della Baronia di Vallelonga, da cui si distaccò nel 1711. Appartenne ai duchi di Gaeta fino al 1776. Il terremoto del 1783 devastò l’abitato. 
In anni recenti il paese è stato caratterizzato dal fenomeno dell’emigrazione e negli ultimi cinquant’anni la popolazione residente si è più che dimezzata. 

### Simboli

Il gonfalone comunale

Lo stemma comunale e il gonfalone sono stati concessi con decreto del presidente della Repubblica del 28 luglio 2005.
(D.P.R. 28.07.2005)
Il gonfalone è un drappo di giallo con la bordatura di rosso.

## Monumenti e luoghi d'interesse
Il luogo che più caratterizza il piccolo centro delle preserre è sicuramente piazza Crissa con lo spettacolare panorama offerto dalla balconata. Da qui, nei giorni con ottima visibilità, si possono ammirare l'Angitola, il golfo di Sant'Eufemia, il territorio delle province di Vibo Valentia, Catanzaro, Reggio Calabria, Cosenza, lo stretto di Messina e l'Etna. La piazza con la sua balconata venne definita "Il balcone delle Calabrie" da Ferdinando II di Borbone.

### Architetture religiose[5]
- Chiesa di Maria Santissima Annunziata (parrocchiale), in piazza Crissa
- Santuario di Mater Domini
- Chiesa del Santo Rosario

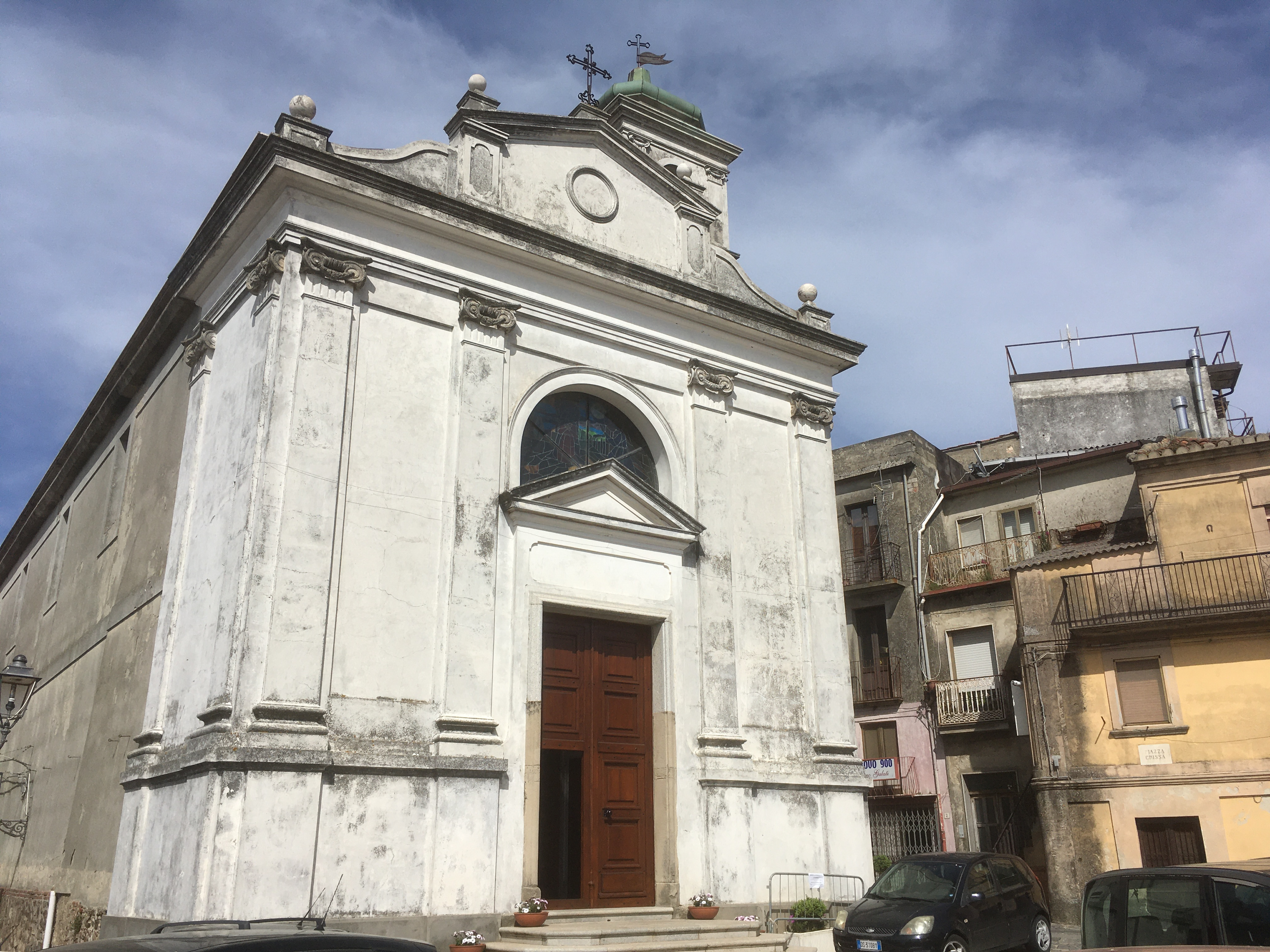
Chiesa di Maria Santissima Annunziata
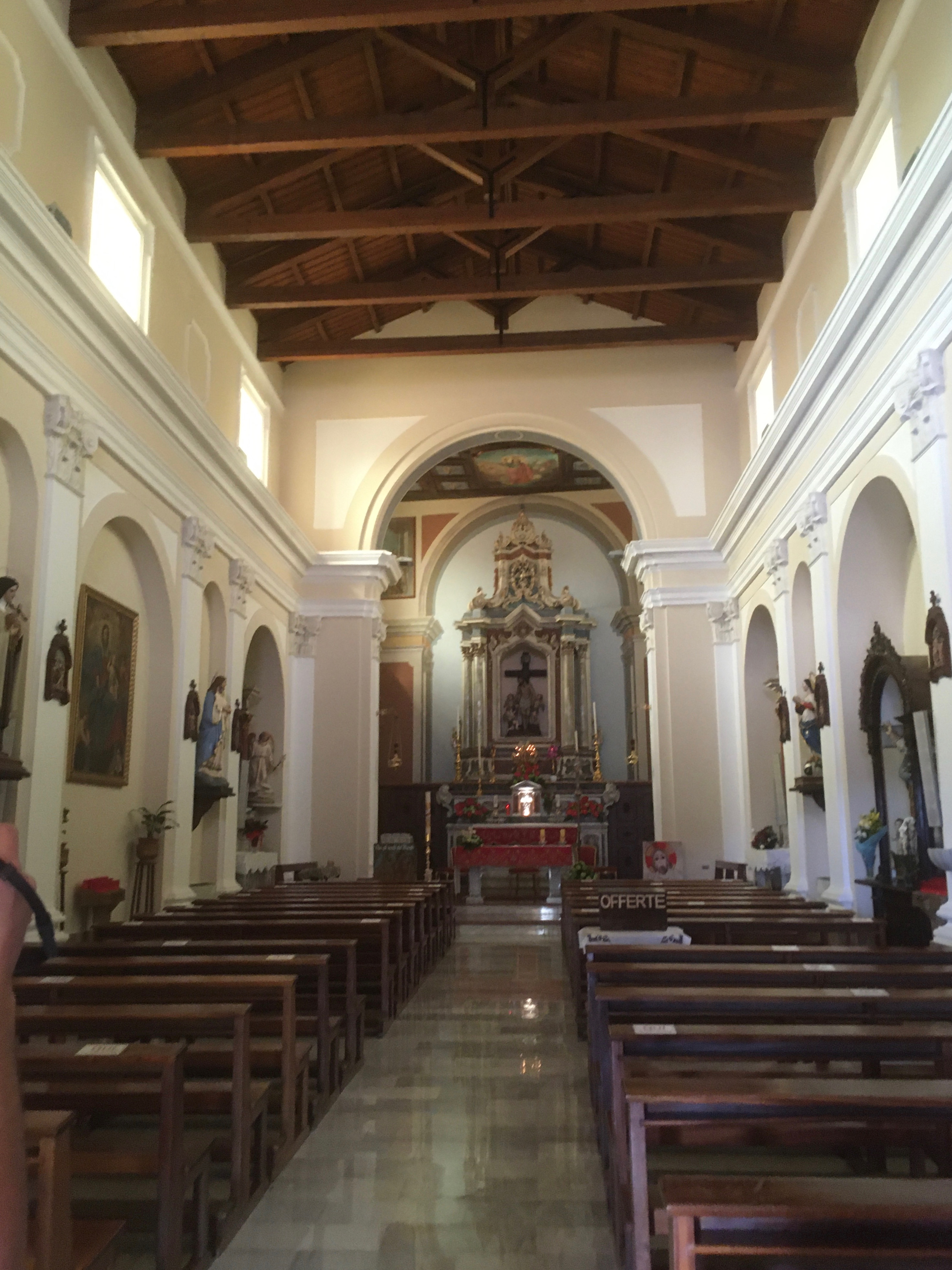
Interno della chiesa di Maria Santissima

## Società

### Evoluzione demografica
Abitanti censiti

## Cultura

### Il fenomeno della "restanza"
A partire dal periodo post pandemia, a San Nicola da Crissa è presente un fenomeno sociale e culturale che ha trovato qui le sue radici libere e il terreno fertile per la sua diffusione.
La “restanza” (termine coniato dall’antropologo Vito Teti, originario di San Nicola da Crissa), che l’Accademia della Crusca ha connotato come “l’atteggiamento di chi, nonostante le difficoltà e sulla spinta del desiderio, resta nella propria terra d’origine, con intenti propositivi e iniziative di rinnovamento”, convive, in questa comunità locale delle Serre calabresi, con fenomeni di “ritorno” dai luoghi di emigrazione e con iniziative di impegno a distanza.
Questa nuova cultura fa sì che “al diritto di migrare corrisponda il diritto di restare, edificando un altro senso dei luoghi e di sé stessi. Restanza significa sentirsi ancorati e insieme spaesati in un luogo da proteggere e nel contempo da rigenerare radicalmente” (La Restanza, Vito Teti, 2022, Einaudi).

### Eventi
- Candelora, il 2 febbraio
- San Giuseppe, il 19 marzo
- SS. Croce, la prima domenica di maggio
- SS. Rosario, l'ultima domenica di luglio
- SS. Crocifisso, la quarta domenica di agosto
- San Rocco, la terza domenica di settembre
- San Nicola, il 14 di maggio

## Infrastrutture e trasporti
Il comune è attraversato dalla Strada Statale 110 di Monte Cucco e Monte Pecoraro. Se si proviene da Vibo Valentia si attraversa la Strada statale 606 di Vibo Valentia, la strada provinciale 4 e la strada provinciale 54. Se si proviene da Serra San Bruno si percorre la Strada statale 713 Trasversale delle Serre e 3 km sulla SS 110.

## Amministrazione
| Periodo          | Periodo          | Primo cittadino   | Partito                                     | Carica  | Note |
| ---------------- | ---------------- | ----------------- | ------------------------------------------- | ------- | ---- |
| 21 novembre 1993 | 16 novembre 1997 | Francesco Teti    | Partito Democratico della Sinistra          | sindaco |      |
| 16 novembre 1997 | 27 maggio 2002   | Francesco Teti    | lista civica di centro-sinistra             | sindaco |      |
| 27 maggio 2002   | 28 maggio 2007   | Pasquale Fera     | lista civica                                | sindaco |      |
| 28 maggio 2007   | 7 maggio 2012    | Pasquale Fera     | lista civica di centro-sinistra             | sindaco |      |
| 7 maggio 2012    | 12 giugno 2017   | Giuseppe Condello | lista civica Colomba e ramoscello d'ulivo   | sindaco |      |
| 12 giugno 2017   | 13 giugno 2022   | Giuseppe Condello | lista civica Ramoscello d'ulivo e colomba   | sindaco |      |
| 13 giugno 2022   | in carica        | Giuseppe Condello | lista civica Ramoscello d'ulivo con colomba | sindaco |      |

### Gemellaggi
- Saint-Jean-de-Maurienne, dal 2014